# Église Saint-Bertrand de Seilhan
L'église Saint-Bertrand de Seilhan est une église catholique située à Seilhan, dans le département français de la Haute-Garonne en France.

## Présentation
L'église Saint-Bertrand a été construite en 1848 avec l'aide du Baron de Lassus, elle fut surélevée en 1853, le clocher est constitué d'une tour semi-octogonale avec terrasse (très rare dans la région).
Chaque année, une messe est organisée pour l'inauguration de la fête locale du village au mois d'octobre.

## Description

### Intérieur
Retable monumental comportant quatre colonnes, au centre un tableau avec saint Bertrand en adoration devant la Vierge à l'Enfant, en arrière plan la cathédrale Notre-Dame de Saint-Bertrand-de-Comminges. Au-dessus le symbole de la Trinité, au sommet une croix avec un ange de chaque côté.
Sont inscrits à l'inventaire des monuments historiques :
- Le tableau de saint Bertrand datant du XIXe siècle[3].
- Une chasuble datant du XIXe siècle[4].
- L'ornement liturgique (chape, chasuble, deux dalmatiques et parement de chaire à prêcher) daté de 1830 à 1840[5].

#### Lechœur

##### Les maîtres-autels
L'ancien maître-autel
Il était utilisé avant le Concile Vatican II, lorsque le prêtre célébrait la messe dos aux fidèles.
Le maître-autel est en marbre gris, rose et blanc.
Le nouveau maître-autel
Le nouveau est en granit, il est recouvert d'un voile.
Il a été mis en place après le Concile Vatican II, ainsi le prêtre célèbre la messe face aux fidèles.
Le tabernacle
Le tabernacle est en marbre blanc et rose.

#### Labaptistère
La cuve baptismale et le tabernacle sont en marbre blanc et gris.

#### Chapelle de laVierge Marie
L'autel et le tabernacle sont en marbre blanc.

## Galerie

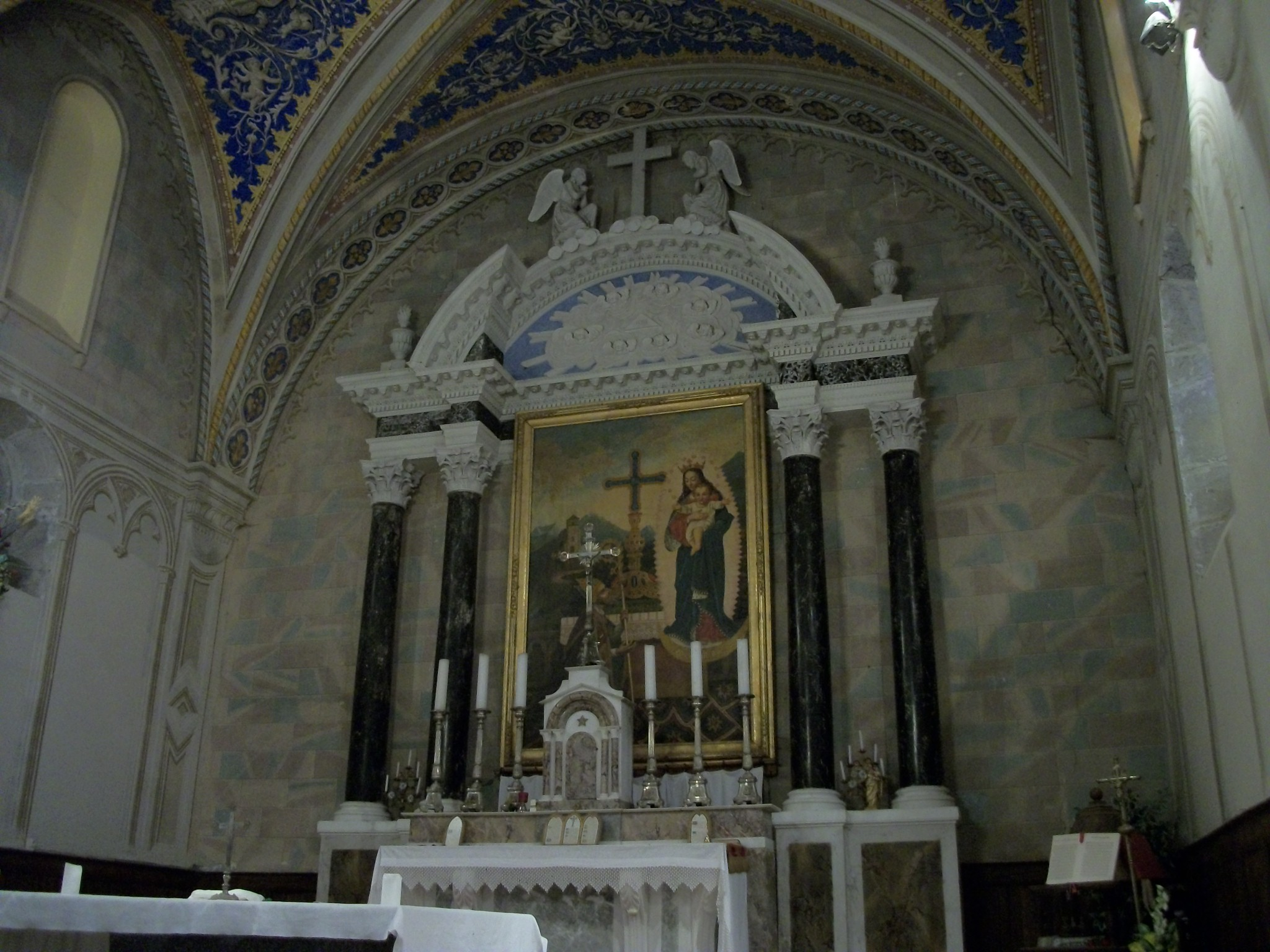
Retable monumental
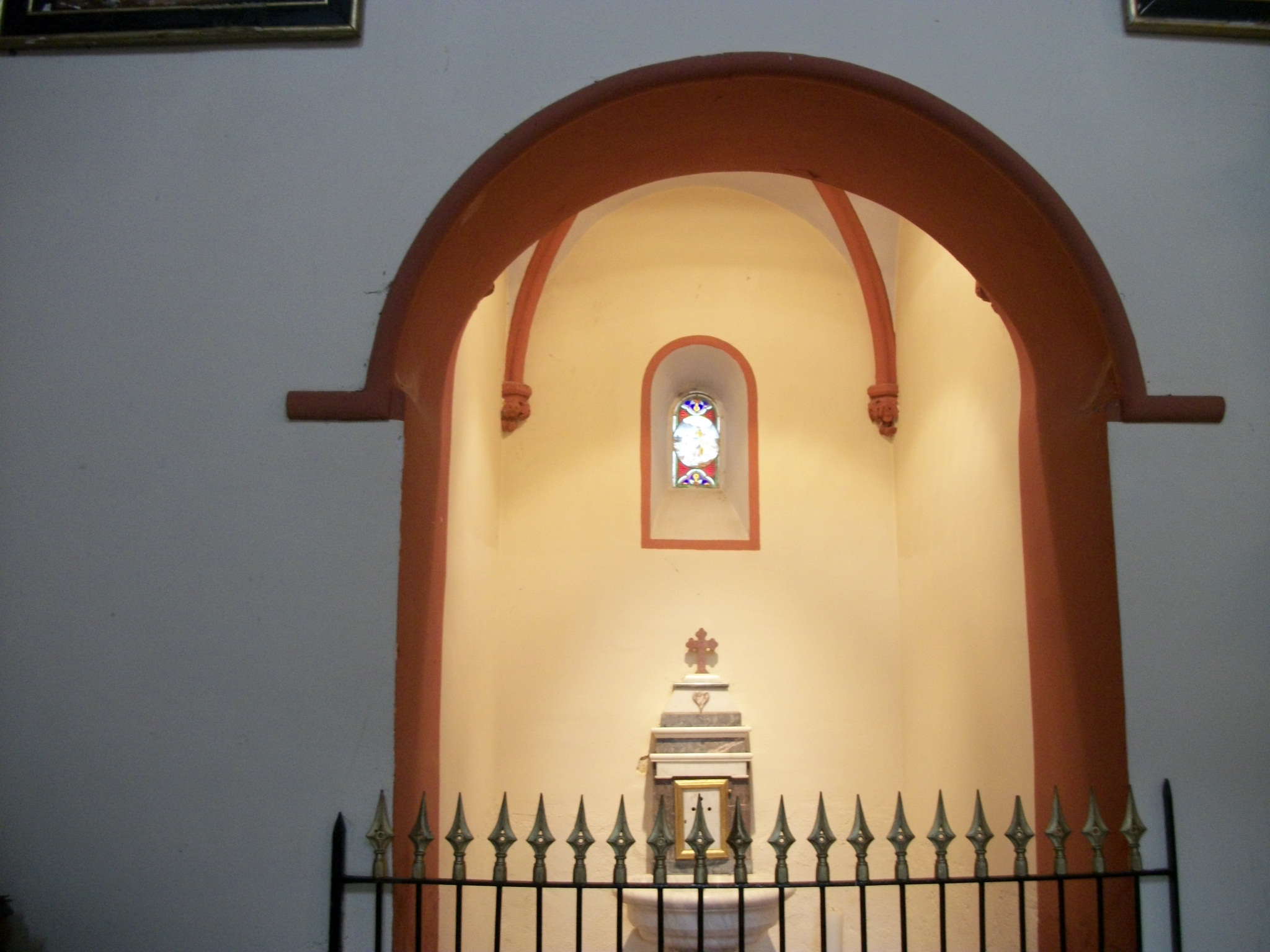
La baptistère
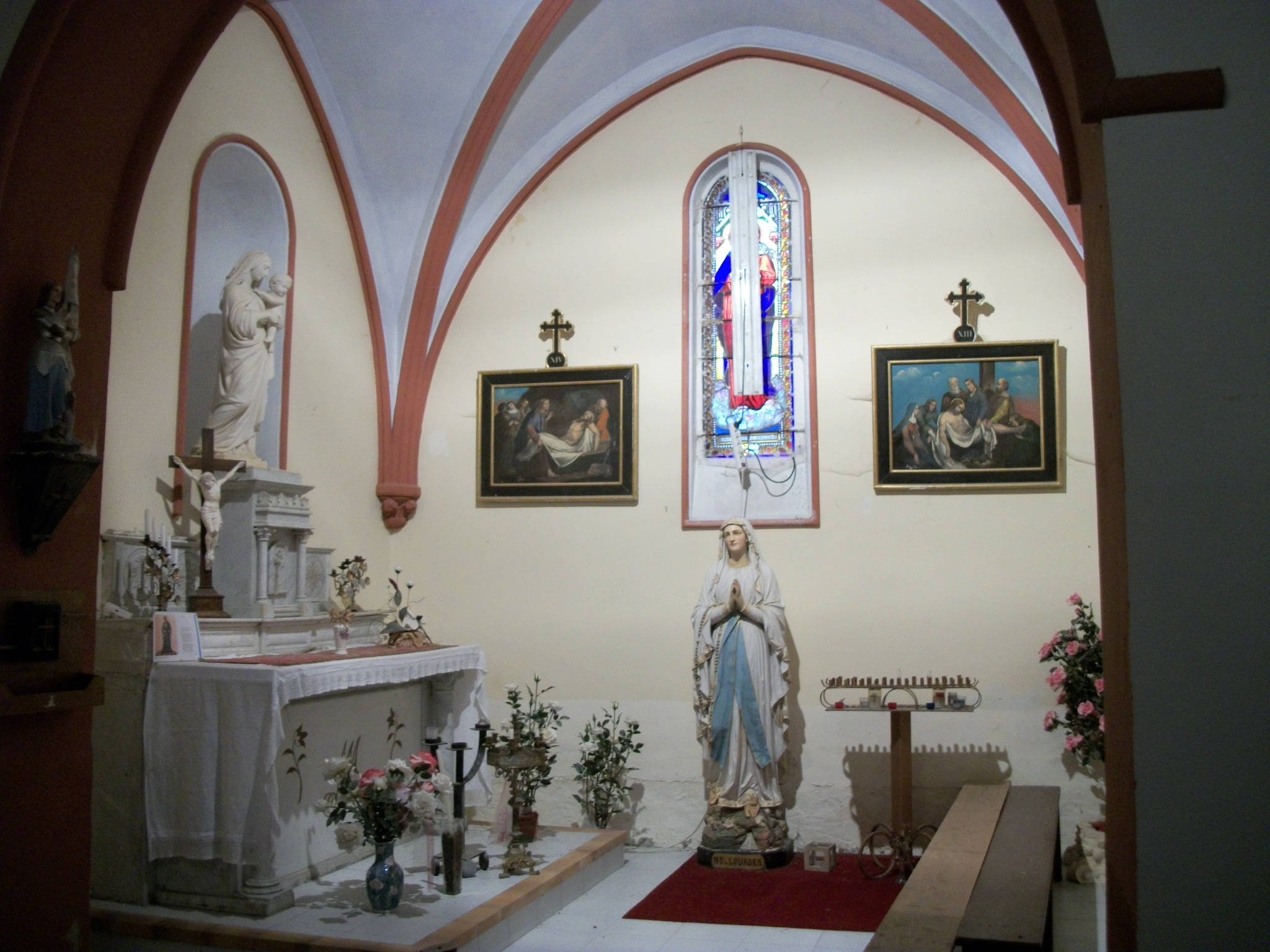
Chapelle de la Vierge Marie
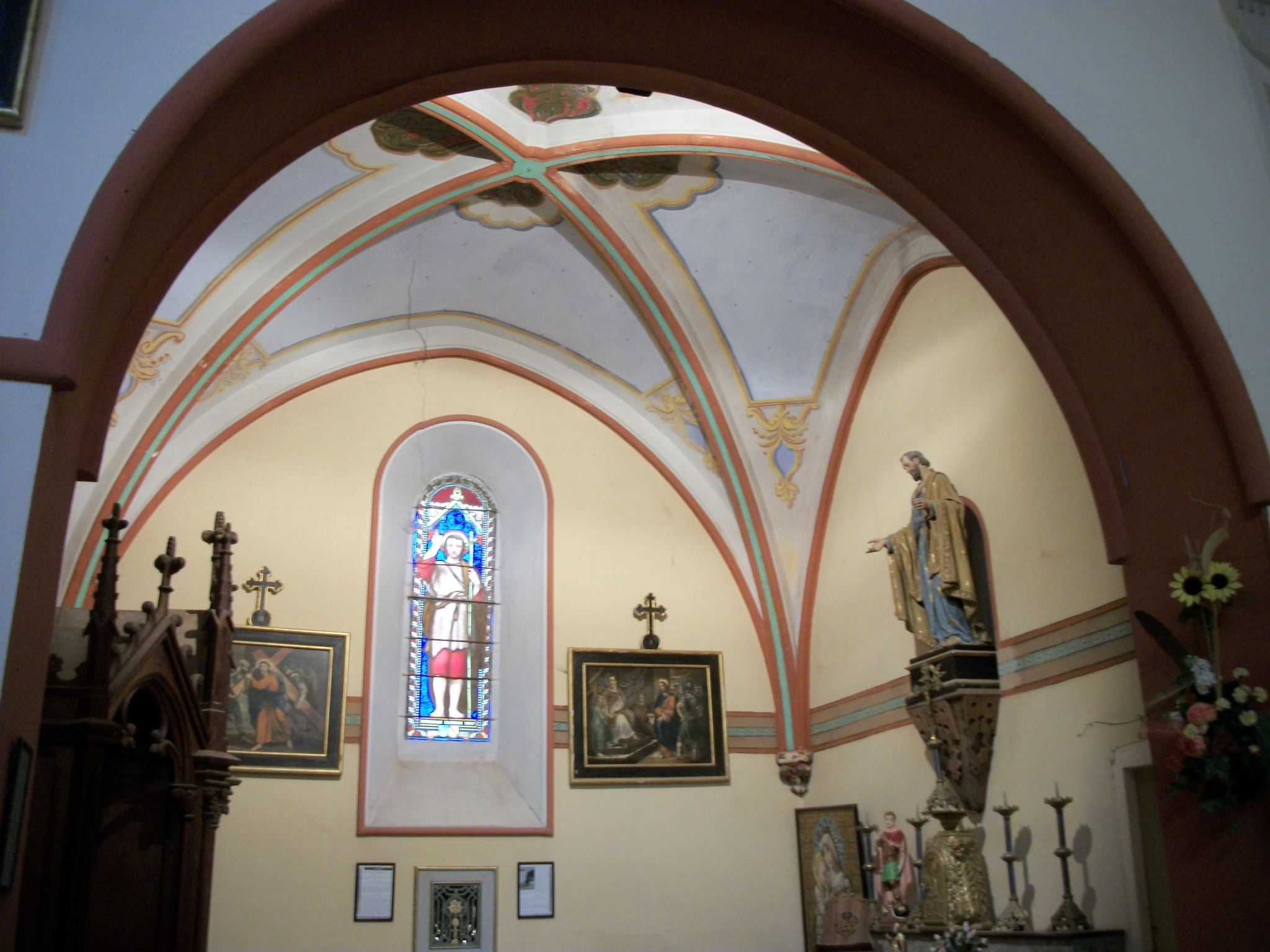
Chapelle saint Joseph
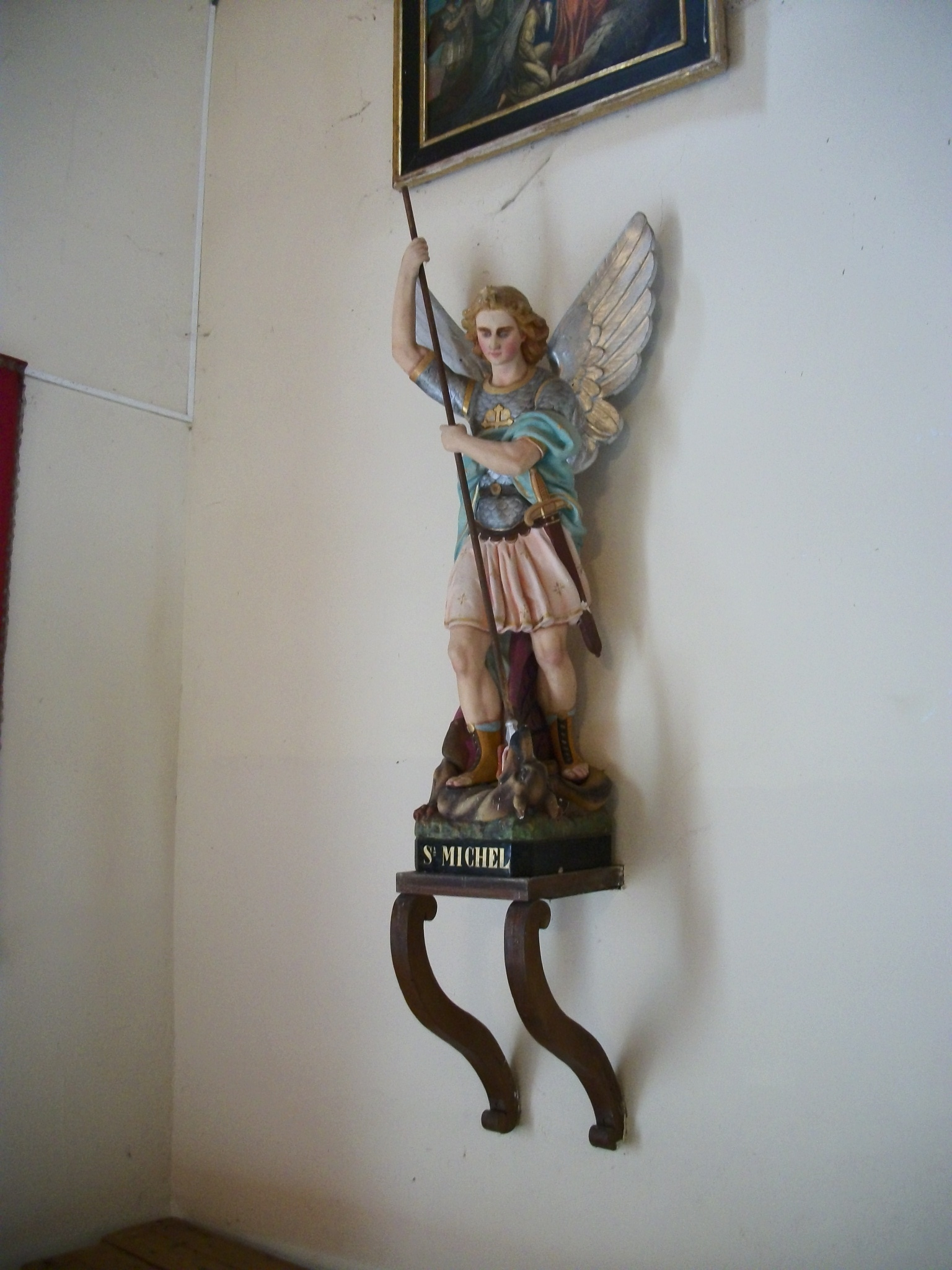
Statue de saint Michel Archange à l'entrée

## Pour approfondir